# New York City Transit Authority

Logo van MTA New York City Transit, officieel de New York City Transit Authority.

De New York City Transit Authority is de officiële, maar zelden gebruikte naam van een openbaar bedrijf in de Amerikaanse staat New York. Het opereert onder de naam MTA New York City Transit. Het is, zoals de gebruikelijke naam aangeeft, onderdeel van de Metropolitan Transportation Authority, die instaat voor het openbaar vervoer in de stad New York.
MTA New York City Transit beheert de volgende openbaarvervoernetwerken:
- New York City Subway, de metro van New York in vier van de vijf boroughs (stadsdelen);
- Staten Island Railway, een metrolijn op Staten Island, uitgebaat via de Staten Island Rapid Transit Operating Authority;
- New York City Bus, een busnetwerk in alle vijf de boroughs, uitgebaat via het eengemaakte MTA Regional Bus Operations.